# Новолодский, Алексей Борисович
Алексе́й Бори́сович Новоло́дский (30 марта 1930, с. Турка, Бурят-Монгольская АССР — 2 июля 1994, Набережные Челны, Татарстан) — новатор в строительстве, монтажник. Герой Социалистического Труда.

## Биография
Родился 30 марта 1930 года в селе Турка Прибайкальского района Бурят-Монгольской АССР.
- В 1941—1950 годах работал в колхозе Бурятской АССР Приморского края. Награждён медалью «За доблестный труд во Время Великой Отечественной войны».
- В 1950—1953 гг. — служба в рядах Советской Армии.
- В 1953—1955 годах работал шахтером с. Трудовое, Приморского края, около Владивостока.
- В 1955—1959 годах работал электросварщиком, бригадиром слесарей-монтажников в управлении строительства «Ангарагэсстрой», Иркутская ГЭС г. Иркутск, награждён медалью «За трудовое отличие».
- 1959—1964 гг. — бригадир слесарей-монтажников г. Мухтуя (переименован в г. Ленск, Якутская АССР).
- 1964—1971 гг. — работал бригадиром комплексной бригады «Вилюйгэсстрой», Вилюйская ГЭС, пос. Чернышевский и г. Мирный, Якутская АССР. Присвоено звание «Герой социалистического труда», с орденом Ленина и медалью.
- В 1971—1972 годах работал бригадиром монтажников на строительстве жилых домов города Набережные Челны.
- С 1972 года — в Управлении строительства «Металлургстрой» ПО «Камгэсэнергострой» на строительстве Литейного завода, награждён орденом Ленина.
- 1977—1988 гг. — в Управлении строительства «Нерюнгригэсстрой» (бригадир комплексной бригады).
- В 1988—1994 годах — в ПО «Камгэсэнергострой», мастер производственного обучения.

Бригаду Героя Социалистического Труда Новолодского не раз направляли на «горячие» объекты, штурмовые дни и дела.
Член КПСС. Депутат Совета Национальностей Верховного Совета СССР X—XI созывов (1979—1989) от Якутской АССР.
Умер в Набережных Челнах 2 июля 1994 года.
В своей жизни Новолодский А. Б. много работал с Батенчук Е. Н. После смерти могилы двух легендарных людей находятся рядом в г. Набережные Челны.

## Награды и звания
- Герой Социалистического Труда (1971)
- Награждён двумя орденами Ленина, медалями, в том числе бронзовой ВДНХ СССР
- Заслуженный строитель Татарской АССР (1973)
- Почётный гражданин Нерюнгринского района (1982)[4]
- Медаль «За доблестный труд в Великой Отечественной войне 1941—1945 гг.»
- Медаль «За трудовое отличие»

## Память
Новолодский — один из героев фильма «Одиннадцатая пятилетка: время и люди» (Москва, 1986. Режиссёр А. Павлов, оператор В. Маев).